# Derlis Soto
Derlis Francisco Soto (Aguazu, 4 marzo 1973) è un ex calciatore paraguaiano, di ruolo attaccante.